# Ananteris madeirensis
Espèce
Ananteris madeirensis est une espèce de scorpions de la famille des Ananteridae.

## Distribution
Cette espèce est endémique de l'État d'Amazonas au Brésil. Elle se rencontre le rio Madeira.

## Description
Le mâle holotype mesure 24,3 mm.

## Systématique et taxinomie
Cette espèce a été décrite par Lourenço et Duhem en 2010.

## Étymologie
Son nom d'espèce, composé de madeir[a] et du suffixe latin -ensis, « qui vit dans, qui habite », lui a été donné en référence au lieu de sa découverte, le rio Madeira.

## Publication originale
- Lourenço & Duhem, 2010 : « Further considerations on the genus Ananteris Thorell, 1891 (Scorpiones, Buthidae) in Brazilian Amazonia and description of two new species. » Boletín de la Sociedad Entomológica Aragonesa, no 47, p. 33-38 (texte intégral).